# Jesu förlorade år
Jesu förlorade år (även kallade hans tysta år, okända år, eller saknade år) avser perioden från Jesu barndom till dess han återigen framträder i evangelierna. Begreppet är vanligast i esoterisk litteratur, där man ibland också hänvisar till att Jesus överlevde korsfästelsen och hans möjliga aktiviteter efter denna. Detta är dock inte vanligt i skollitteraturen eftersom det antas att Jesus troligen arbetade som snickare i Galileen från det att han vara 12 till 30, och i så fall var åren inte ”förlorade”, och han dog på Golgota.
Under 1800-talet och 1900-talet började teorier växa fram att Jesus mellan 12 och 30 års ålder hade besökt Kashmir, eller hade studerat med esséerna i Judeens öken. Huvudriktningen inom kristenheten har vanligtvis avvisat dessa teorier och hävdat att ingenting är känt kring denna period i hans liv.
Fida M. Hassnain hävdar att Jesus överlevde korsfästelsen och sedan missionerade i nuvarande Pakistan och slutligen dog av ålder i Srinagar i nuvarande Jammu och Kashmir (Hassnain 2004). Detta är den traditionella uppfattningen inom den muslimska ahmadiyya-rörelsen. Dess anhängare anser att Jesus flydde med Maria Magdalena och Tomas till Kashmir. Maria Magdalena dog på vägen men Jesus framlevde sina dagar där han tillbringat ungdomen och är begravd strax utanför Srinagar.
Nicolas Notovitch (1858-efter 1916) var en ryskjudisk upptäcktsresande och journalist. Han hävdar i sin bok The unknown life of Jesus Christ, först utgiven 1894, att Jesus, under sina så kallade okända år, från att han var cirka 12 till cirka 30 år gammal, lämnade Galileen för Indien och studerade med buddhister och hinduer innan han återvände till Judeen. Notovitch tillbringade en tid vid klostret Hemis i Ladakh på grund av ett benbrott han ådragit sig under en resa i dessa trakter. Där menar han sig ha fått ta del av ett dokument med titeln Den helige Issas liv: den bäste av människosönerna. Notovitch hävdar att chefslaman vid Hemis berättade för honom om detta verk och att det lästes upp för honom via en tolk. Notovitch lät teckna ner den muntliga översättningen av denna tibetanska skrift skildrande "Issas liv" och vilken sades vara en översättning gjord från en förlaga på pali. Notovitch publicerade skriften i sin bok tillsammans med sin reseskildring. Arbetet består av 244 korta paragrafer, arrangerade i 14 kapitel. Namnet "Issa" påminner om namnet "Isa" som är namnet på Jesus i Koranen och sanskritordet "īśa", som betyder Herren.
Lena Einhorn för fram hypotesen att Jesus och Paulus skulle kunna vara samma person. Detta skulle förklara en del luckor i berättelsen om Jesus, menar hon. Hon tar också upp en hypotes om att Jesus var född utom äktenskapet och att hans far skulle vara en romersk soldat. En hypotes som bland annat har förts fram av den grekiske filosofen Kelsos under det andra århundradet. Hon menar också att det kan ha varit så att Jesus aldrig dog på korset. Hans "död" på korset inträdde till exempel mycket tidigare än vad som kunde förväntas. Tillsammans med andra händelser, som bland annat att Jesus kort efter sin "död" visade sig livs levande för lärjungarna, skulle kunna tyda på detta.